# تخت‌تپه

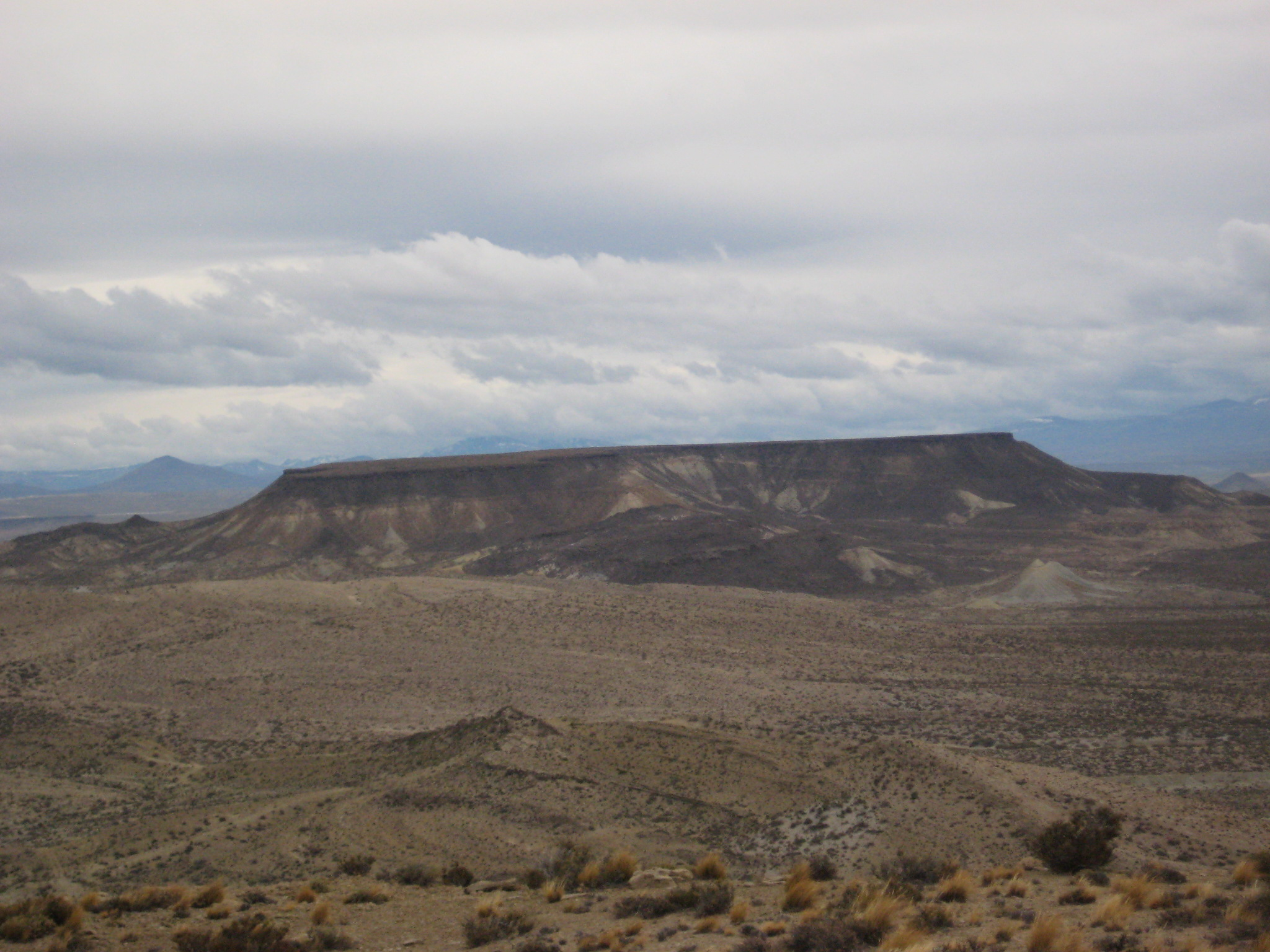
سرو نگرو، یکی از معدود تخت‌تپه‌ها در نزدیکی زاپالا، آرژانتین.

تخت‌تپه (mesa؛ به زبان پرتغالی و اسپانیایی و معادل table در انگلیسی) تپه‌ای وسیع و منفرد با قلهٔ مسطح و دامنه‌های پرشیب است. در زمین‌شناسی به تپه‌ها یا کوه‌های وسیع و تک‌افتاده که دامنه‌های پرشیب دارند و بخش بالایی آن‌ها مسطح است «تخت‌تپه» گفته می‌شود. 